# Jan Rieuwertsz.
Jan Rieuwertsz. (geboren in Amsterdam in 1616/17 en overleden te Amsterdam in 1687) was een boekbinder, boekdrukker, uitgever en boekverkoper werkzaam te Amsterdam in de periode 1640-1686.

## Leven en werk
Jan Rieuwertsz. werd in 1616/17 geboren als zoon van Rieuwert Jansz. en Hilletie Pieters. Op 25 oktober 1640 trad hij toe tot het gilde van boekverkopers en vestigde hij zich in de Dirk van Hasseltsteeg in Amsterdam in het huis genaamd 'het Martelaarsboek'. Hij woonde naast de bekende boekbinder Albert Magnus. Jan Rieuwertsz. was zelf ook boekbinder, maar werd vooral bekend als uitgever. In zijn carrière bracht hij meer dan 230 titels op de markt. Hij drukte deze werken vaak niet zelf. Rieuwerstz. was waarschijnlijk wel actief als drukker van klein gelegenheidsdrukwerk of keuren en octrooien. De boekwinkel die in zijn huis gevestigd was werd druk bezocht door doopsgezinden en collegianten. Veel van het drukwerk dat Rieuwertsz. op de markt bracht werd ook geschreven door deze doopsgezinden en collegianten. Rieuwertsz. maakte deel uit van de hechte vriendenkring van Baruch Spinoza. Tot deze vriendenkring behoorden ook de koopman/filosoof Pieter Balling, die werk van Spinoza naar het Nederlands vertaalde; Jarig Jelles, een koopman op de Herengracht, die Spinoza al sinds 1654 kende; Adriaen Koerbagh; Johannes Koerbagh; de koopman Simon Joosten de Vries, die Spinoza toegenegen was en een jaargeld verstrekte; de arts en latinist Johannes Bouwmeester; de arts en schrijver Lodewijk Meyer; de hoogleraar Burchard de Volder en de diplomaat Coenraad van Beuningen. Samen becommentarieerden ze het werk van Spinoza. Jan Rieuwertsz. werkte nauw samen met Jan Hendrik Glazemaker, een vertaler van filosofische werken. Op 1 januari 1675 werd hij benoemd tot stadsdrukker van Amsterdam in plaats van Johannes van Ravestyn. 

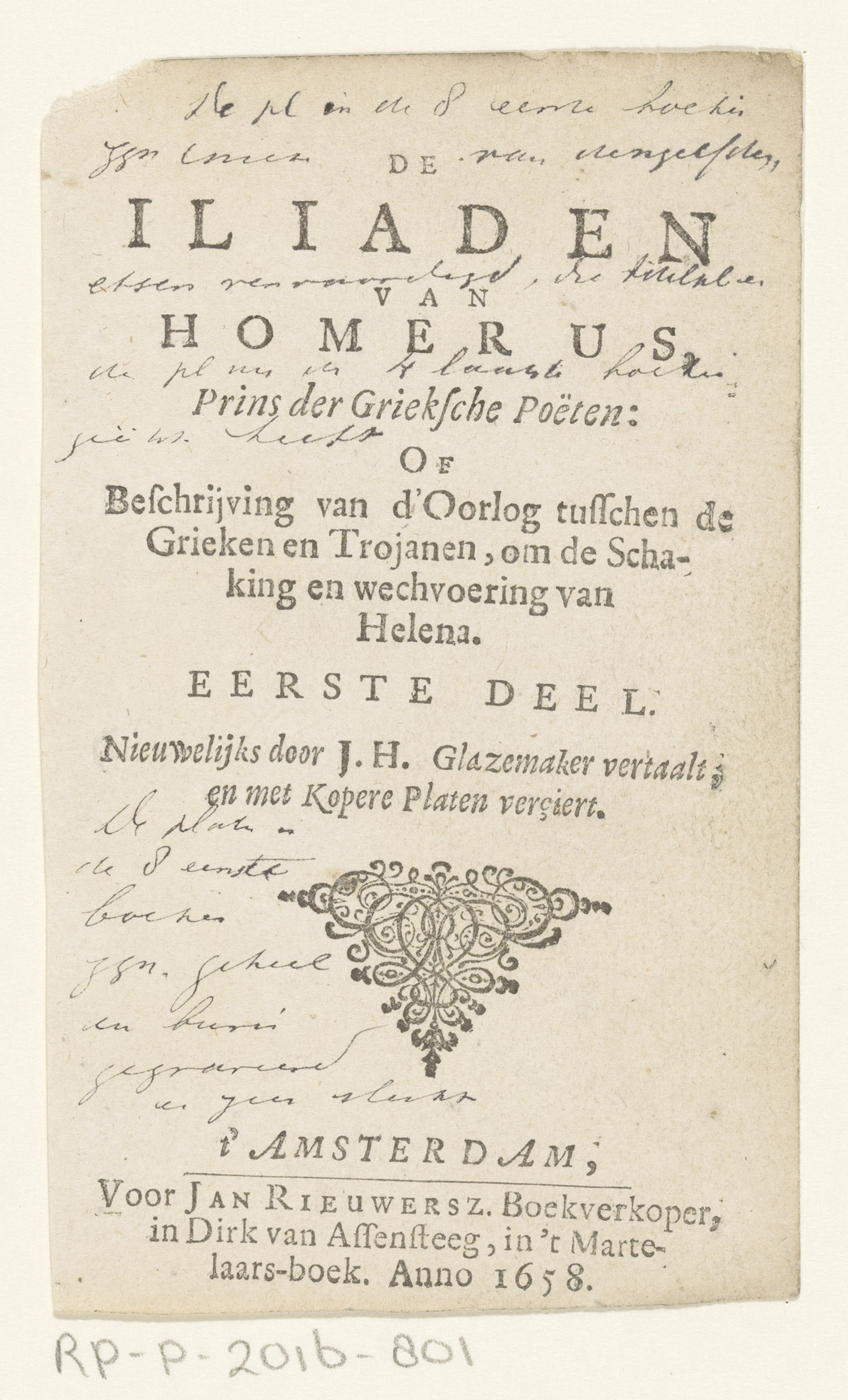
Titelpagina van de Iliaden van Homerus, uitgegeven door Jan Rieuwertsz. te Amsterdam in 1658.

## Uitgegeven werken
De werken die Rieuwertsz uitgaf waren met name in het Nederlands geschreven, met enkele uitzonderingen in het Frans en Latijn.
Rieuwertsz gaf onder andere de volgende werken uit:
- Anthony Jansen (1656), Zederymen.
- René Descartes (1657), Principia philosophiæ: of beginselen der wysbegeerte.
- J.A. Glazemaker (1658), Iliaden van Homerus, Amsterdam.
- Galenus Abrahamsz (1659), Nader verklaringe van den XIX artikelen.
- Camphuysen (1661), Theologische werken.[7]
- Pieter Balling (1684), Het licht op den Kandelaar.
- Gerard Brandt (1665), Stichtelijke gedichten, vervaetende verscheide gebeden, plichten en opwekkingen ter godtsaeligheit.
- Tileman van bracht (1669), Schoole der deugde.[8]
- Ongetekend [Spinoza] (1669/70), Tractatus theologico-politicus.[9]
- Verduyn (1673), Oprecht historisch verhael, van 't geen voorgevallen is in Bodegraven en Swammerdam, door 't invallen en doorbreken der Fransen.
- Cl. Schaep (1671), Bloem-tuyntje.[10]
- Abrhaham de Graaf (1672), De beginselen van de algebra of stelkonst.[11]
- Spinoza (1677), De nagelaten schriften.[12]
- Ant. Bourignon (1683), Het Leven van Juffr. Antoinette Bourignon. Ten deelen by haar self, en ten deele by ymant anders van haar kennis, beschreven in de Tractaten.